# Bodogisel
Bodogisel est un noble franc d'Austrasie.

## Biographie
Il est le frère du duc Babon et fils de Mummolin, comte à Soissons, et de Palatine d'Angoulême, né en 540. Envoyé en ambassade à Constantinople en 589, il s'arrête à Carthage où la population le massacre. Son frère Babon est connu pour avoir également été envoyé en ambassade à Constantinople en 585. Certains historiens pensent qu'il est le mari de Sainte Chrodoara et le père d'Arnoul de Metz,,, et donc l'ancêtre des Arnulfiens et des Carolingiens.